# 재심 (영화)
《재심》은 2017년에 개봉한 대한민국의 영화이다.
2000년 8월 10일 '익산 약촌오거리 택시기사 피살사건'을 재구성해 만든 작품으로서, 2013년과 2015년 SBS 《그것이 알고싶다》에서도 방영되었다. 목격자를 살인자로 뒤바꾼 이 사건은 법원의 재심 끝에 2016년 11월 무죄가 선고됐다.

## 줄거리
대한민국을 뒤흔든 택시기사 살인사건이 발생한다. 그 사건의 유일한 목격자였던 10대 소년 현우(강하늘 분)는 경찰의 강압적인 수사에 누명을 쓰고 10년을 감옥에서 보낸다.
가진 것 하나 없이 빚만 쌓인 변호사 준영(정우 분)은 거대 로펌 대표의 환심을 사기 위한 무료 변론 봉사 중 현우의 사건을 알게 된다.
준영은 명예와 유명세를 얻기에 좋은 기회라는 본능적 직감으로 사건을 맡지만, 실제로 현우를 만난 준영은 정의감에 가슴이 뜨거워지는 자신을 발견하게 된다.
이제 진실을 밝히기 위한 두 남자의 사투가 시작된다.

## 캐스팅
- 정우 : 이준영 역
- 강하늘 : 조현우 역
- 김해숙 : 순임 역
- 이동휘 : 모창환 역
- 이경영 : 구필호 대표 역
- 한재영 : 백철기 역
- 김소진 : 강효진 역
- 민진웅 : 오종학 역
- 이정은 : 오미리 역
- 김영재 : 최영재 역
- 성도현 : 차 형사 역
- 양희명 : 동 형사 역
- 박두식 : 태구 역
- 진예주 : 수정 역
- 박철민 : 황 계장 역
- 김하나 : 별이 역
- 최정헌 : 종학친구 역
- 하성광 : 목격자 역
- 전소현 : 아낙 역
- 전현숙 : 아낙 역
- 아이다 : 토콜도쇼바 아낙 역
- 리민 : 주물공장 사장 역
- 이동희 : 택시기사 역
- 곽자형 : 다방 주인 역
- 박희정 : 명희 역
- 이동준 : 태구부하 역
- 이정수 : 태구부하 역
- 박충환 : 태구부하 역
- 정병호 : 오프닝 판사 역
- 성열석 : 근로공단 남직원 역
- 조승연 : 근로공단 여직원 역
- 박유밀 : 지방법원 여판사 역
- 박충선 : 택시회사 상무 역
- 황춘하 : 메터기 수리기사 역
- 김진욱 : 메터기회사 직원 역
- 장혁진 : 법의학자 역
- 송경의 : 국선변호사 역
- 차수미 : 종학 여자 손님 역
- 안현정 : 준영장모 역
- 김창회 : 과거 황계장 형사 1 역
- 김종언 : 과거 황계장 형사 2 역
- 성규찬 : 국가인권위원회 위원 1 역
- 도승지 : 국가인권위원회 위원 2 역
- 김동혁 : 테미스인턴 1 역
- 유지현 : 테미스인턴 2 역
- 김유동 : 테미스인턴 3 역
- 박경훈 : 테미스인턴 4 역
- 권빈 : 현재 명성모텔 소년 역
- 백익남 : 과거 판사 역
- 최종남 : 테미스 이사 역
- 신원호 : 현재 수정 남자친구 역
- 윤민 : 이대욱 PD 역
- 이청희 : 편의점 점원 역
- 신혜리 : 편의점여고생 역
- 임수연 : 편의점여고생 역
- 이종재 : 포경수술 중학생 역
- 어주선 : 할아버지 역
- 우상기 : 목격자 동료 역
- 김건 : 피아노 레슨 아이 역
- 서정식 : 과거 법정 호송관 1 역
- 한상완 : 과거 법정 호송관 2 역
- 김우성 : 과거 법정 변호사 역
- 이정춘 : 국가기록원직원 역
- 이종화 : 종학형사 역
- 고재운 : 엔딩 판사 역
- 이승훈 : 엔딩 검사 역
- 조미초 : 선술집 주민 1 역
- 지경현 : 선술집 주민 2 역
- 이한성 : 선술집 주민 3 역
- 지우 : 법정 방청객 역
- 유종연 : 법정 방청객 역
- 임정기 : 법정 방청객 역
- 박세혁 : 법정 방청객 역
- 조해진 : 법정 방청객 역
- 김지영 : 법정 방청객 역
- 이효정 : 법정 방청객 역
- 이심결 : 법정 방청객 역
- 이다은 : 법정 방청객 역
- 한하늘 : 법정 방청객 역